# The Curse of the Mummy's Tomb
The Curse of the Mummy's Tomb (No Brasil: A Maldição da Tumba da Múmia e em Portugal: A Maldição da Múmia) é um livro da série Goosebumps de Robert Lawrence Stine.

## Enredo
Durante suas férias no Egito, Gabe acabou tendo que ficar com seu tio favorito Tio Ben, mas infelizmente, a filha de Tio Ben, Sari também teve que ficar com ele. Tio Ben é um arqueólogo que estava explorando uma pirâmide. Em uma das visitas Gabe parou um pouco para amarrar o seu cadarço e acabou se perdendo na pirâmide. 